# Valea lui Mihai
Valea lui Mihaiⓘ (węg. Érmihályfalva) – miasto w Rumunii, w okręgu Bihor w rejonie Kriszana. Liczba mieszkańców w 2006 wynosiła 11 000. Miasto jest oddalone o 7 km od granicy z Węgrami, w których najbliższą miejscowością jest Nyírábrány.
84,8% mieszkańców stanowią Węgrzy, 13,9% zadeklarowało rumuńską narodowość a 1,3% – inną. Pod względem religijnym ponad połowę stanowią wierni kościoła ewangelickiego.

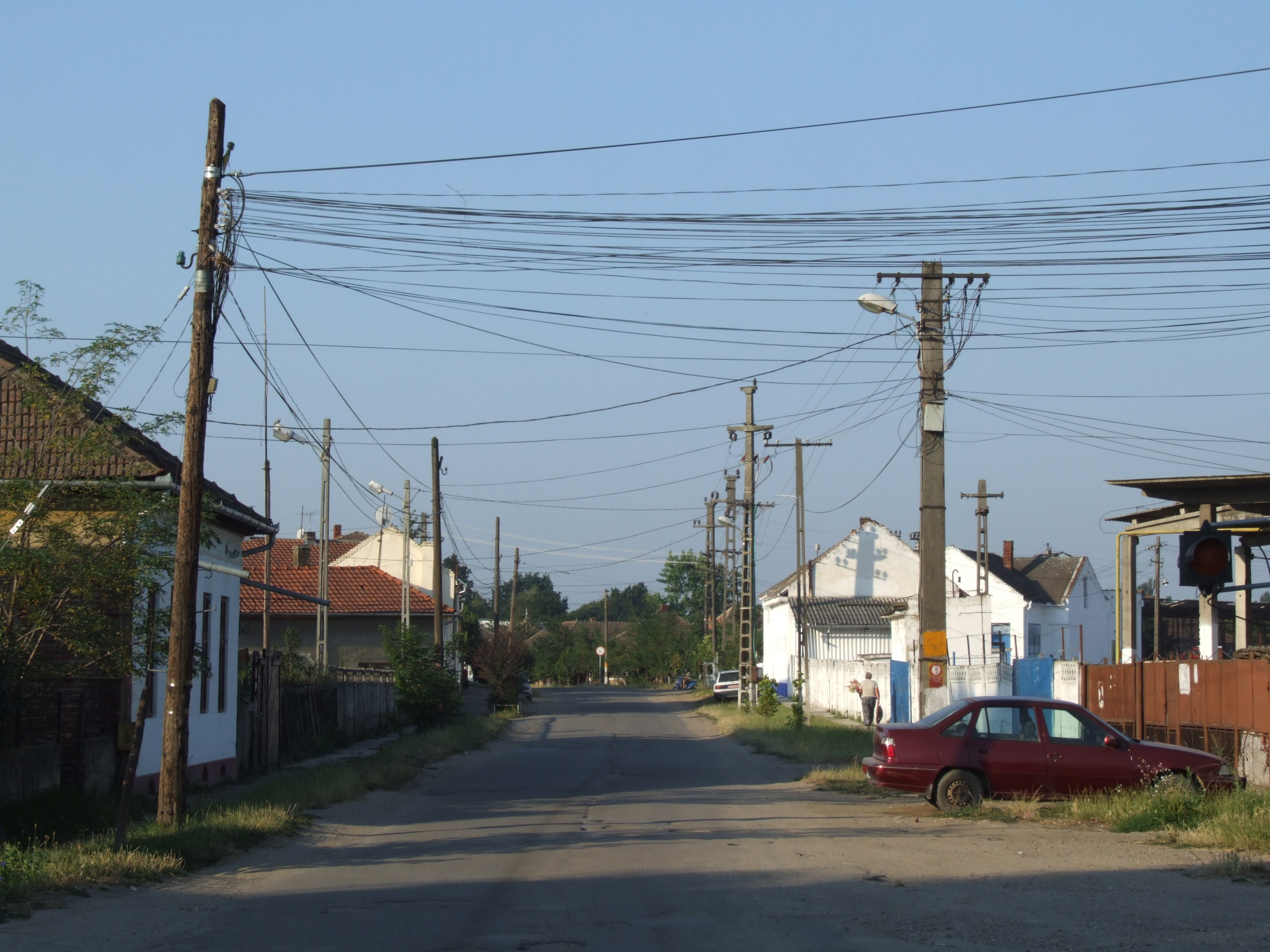
Jedna z ulic w pobliżu dworca kolejowego

## Miasta partnerskie
- Hajdúnánás